# نيك سكروتن
نيك سكروتن (بالإنجليزية: Nick Scruton)‏ هو لاعب دوري الرغبي بريطاني، ولد في 24 ديسمبر 1984 في Morley, West Yorkshire ‏ في المملكة المتحدة.